# Lista över legeringar
Det här är en lista över legeringar (urval) i alfabetisk ordning.
- alpacka (se nysilver)
- Alnico (23 % kobolt, 14 % nickel och 8 % aluminium)
- Alumel (95 % nickel och 5 % aluminium)
- Alutite
- Amalgam (kvicksilver blandat med andra metaller)
- Astroloy (55,5 % nickel, 17 % kobolt, 15 % krom samt molybden, aluminium och titan)
- Auermetall (järn och cerium)
- Babbitts metall (83 % tenn, 11 % antimon och 6 % koppar)
- Billon (guld eller silver med oädel metall)
- Brightray (nickel, kobolt, krom, järn m m)
- Brons (koppar och i huvudsak tenn)
  - Aluminiumbrons (koppar med 5–11 % aluminium)
  - Arsenikbrons
  - Berylliumbrons (koppar med nickel och beryllium)
  - Blybrons (74–76 % koppar, 15–20 % bly, 4–8 % tenn, 1–2 % nickel)
  - Fosforbrons
  - Klockbrons (78–85 % koppar, 15–22 % tenn)
  - Kanonmetall (90 % koppar, 10 % tenn, ofta med tillsats av fosfor)
  - Lagerbrons
  - Malm (80 % koppar, 20 % tenn)
  - Oljebrons (89,9 % koppar, 9,5 % tenn, 1,2 % kol)
  - Spegelbrons (66,6 % koppar, 33,3 % tenn)
  - Statybrons (86,6 % koppar, 6,6 % tenn, 3,3 % zink, 3 % bly)
  - Skiljemyntmetall (95 % koppar, 4 % tenn, 1 % zink)
  - Tennbrons (88–90 % koppar, 10–12 % tenn)
- Cerrolegeringar (en hel grupp av legeringar med skilda egenskaper)
- Chromel (90 % nickel och 10 % krom)
- Dirigold (90 % koppar, 10 % aluminium + några hemliga ämnen)
- Everdur
- Eutektiska legeringar med smältpunkt under 100°C
  - Bendalloy
  - Fields metall (32,5 % vismut, 51 % indium och 16,5 % tenn)
  - Lichtenbergs metall (50 % vismut, 26,7 % bly, 13,3 % tenn och 10 % kadmium)
  - NaK (kalium och natrium)
  - Newtons metall (50 % vismut, 31 % bly och 19 % kadmium)
  - Pewtalloy
  - Roses metall (50 % vismut, 30 % bly och 20 % tenn)
  - Woods metall (50 % vismut, 25 % bly, 12,5 % tenn och 12,5 % kadmium)
- "Hårdmetall", samlingsnamn för en grupp legeringar, karaktäriserad av stor hårdhet
- Inox
- Incoloy
- Inconel
- Invar (64 % järn och 36 % nickel)
- Kama
- Kanthal (62,5–76 % järn, 20–30 % krom och 4–7,5 % aluminium)
- Konstantan (55 % koppar, 44 % nickel och 1 % mangan)
- Kopparnickel (75 % koppar och 25 % nickel)
- Kovar (46,5 % järn, 29 % nickel, 17 % kobolt samt spår av kol, kisel, mangan och svavel)
- Kromnickel (krom, nickel, järn)
- "Lättmetall", samlingsnamn för en grupp legeringar, karaktäriserad av låg densitet
  - Duraluminium (95 % aluminium, 4 % koppar och 1 % mangan)
  - Elektron (92 % magnesium, 5 % aluminium och 3 % zink)
  - Silumin (87 % aluminium och 13 % kisel)
- Magnalium
- Manganin (84–86 % koppar, 12–13 % mangan och 2–4 % nickel)
- Monel (65–70 % nickel, 20–29 % koppar, 2–5 % mangan)
- Mymetall (cirka 77 % nickel, 16 % järn, 5 % koppar, 2 % krom eller molybden)
- Mässing (koppar med i huvudsak zink)
  - Prinsmetall (55% koppar, 45% zink)
  - Djuptryckmässing (63 % koppar, 37 % zink)
  - Manganmässing (63 % koppar, 5 % aluminium, 3 % järn, 3 % mangan)
  - Muntz metall (60 % koppar, 40 % zink)
  - Nordiskt guld (89 % koppar, 5 % aluminium, 5 % zink och 1 % tenn)
  - Profilmässing
  - Pinsback (85-94 % koppar, 6-15 % zink)
  - Smidesmässing
  - Tryckmässing (72 % koppar, 28 % zink)
  - Tombak (70-85 % koppar, 15-30 % zink)
- Nichrom (80 % nickel och 20 % krom)
- Nickelin (både en legering och ett mineral med samma namn)
- Nickelvac (kobolt, krom, nickel m m)
- Nicrosil
- Nisil
- Nysilver (54–67 % koppar, 22–29 % zink, 9–20 % nickel)
- Permalloy (20 % järn och 80 % nickel)
- Rödgods, även kallat rödmetall (81–86 % koppar, 7–5 % tenn, 5–6 % bly, 2–5 % zink)
- Sterlingsilver (92,5 % silver och 7,5 % koppar)
- Stål (järn med låg kolhalt plus diverse tillsatsämnen[källa behövs])
- Superinvar
- Waspaloy (61 % järn, 32 % nickel, 5,5 % kobolt samt mangan, kisel och kol)
- Zircaloy